# ロエラ・ラディニヤブニ
ロエラ・ラディニヤブニ（Roela Radiniyavuni、1990年4月7日 - ）は、フィジーの女子ラグビーユニオン及びラグビーリーグ選手。

## プロフィール
- フィジー・スバ出身[1]。
- ポジションはウィング(WTB)。
- 身長 164cm、体重 64kg
- ニュージーランドウォリアーズに選ばれたことがある[2]。
- 女子フィジー代表に選ばれたことがある[3]。

## 略歴
2021年、東京五輪の7人制女子フィジー代表に選ばれて銅メダル獲得。